# Адміністративний устрій Маневицького району
Адміністративний устрій Маневицького району — адміністративно-територіальний поділ Маневицького району Волинської області на 1 селищну громаду, 1 сільську громаду, 1 селищні та 19 сільських рад, які об'єднують 71 населений пункт та підпорядковані Маневицькій районній раді. Адміністративний центр — смт. Маневичі.

## Список громадМаневицького району
- Колківська селищна громада
- Прилісненська сільська громада

## Список радМаневицького району
| №  | Назва                           | Центр                 | Населені пункти                                                       | Площа км? | Місце за площею | Населення (2001), чол. | Місце за населенням | Розташування |
| -- | ------------------------------- | --------------------- | --------------------------------------------------------------------- | --------- | --------------- | ---------------------- | ------------------- | ------------ |
| 1  | Маневицька селищна рада         | смт. Маневичі         | смт. Маневичі                                                         |           |                 |                        |                     |              |
| 2  | Будківська сільська рада        | c. Будки              | c. Будки с. Кам'януха с. Рудка                                        |           |                 |                        |                     |              |
| 3  | Великоведмезька сільська рада   | c. Велика Ведмежка    | c. Велика Ведмежка с. Нові Підцаревичі                                |           |                 |                        |                     |              |
| 4  | Великоосницька сільська рада    | c. Велика Осниця      | c. Велика Осниця с. Заріччя с. Мала Осниця                            |           |                 |                        |                     |              |
| 5  | Гораймівська сільська рада      | c. Гораймівка         | c. Гораймівка с. Майдан-Липненський                                   |           |                 |                        |                     |              |
| 6  | Довжицька сільська рада         | c. Довжиця            | c. Довжиця с. Велика Яблунька с. Граддя с. Загорівка с. Мала Яблунька |           |                 |                        |                     |              |
| 7  | Комарівська сільська рада       | c. Комарове           | c. Комарове с. Новосілки                                              |           |                 |                        |                     |              |
| 8  | Копиллівська сільська рада      | c. Копилля            | c. Копилля                                                            |           |                 |                        |                     |              |
| 9  | Костюхнівська сільська рада     | c. Костюхнівка        | c. Костюхнівка с. Вовчицьк с. Колодії                                 |           |                 |                        |                     |              |
| 10 | Красновільська сільська рада    | c. Красноволя         | c. Красноволя с. Матейки с. Нічогівка с. Погулянка с. Тельчі          |           |                 |                        |                     |              |
| 11 | Куклинська сільська рада        | c. Кукли              | c. Кукли с. Северинівка                                               |           |                 |                        |                     |              |
| 12 | Куликовичівська сільська рада   | c. Куликовичі         | c. Куликовичі                                                         |           |                 |                        |                     |              |
| 13 | Лісівська сільська рада         | c. Лісове             | с. Лісове с. Гута-Лісівська                                           |           |                 |                        |                     |              |
| 14 | Новорудська сільська рада       | c. Нова Руда          | с. Нова Руда с. Градиськ с. Набруска                                  |           |                 |                        |                     |              |
| 15 | Оконська сільська рада          | c. Оконськ            | с. Оконськ                                                            |           |                 |                        |                     |              |
| 16 | Старочорторийська сільська рада | c. Старий Чорторийськ | с. Старий Чорторийськ                                                 |           |                 |                        |                     |              |
| 17 | Троянівська сільська рада       | c. Троянівка          | с. Троянівка с. Бережниця с. Майдан с. Черськ                         |           |                 |                        |                     |              |
| 18 | Цмінівська сільська рада        | c. Цміни              | с. Цміни с. Козлиничі с. Мала Ведмежка с. Підгаття с. Хряськ          |           |                 |                        |                     |              |
| 19 | Черевахівська сільська рада     | c. Череваха           | с. Череваха с. Софіянівка                                             |           |                 |                        |                     |              |
| 20 | Чорнижівська сільська рада      | c. Чорниж             | с. Чорниж                                                             |           |                 |                        |                     |              |